# 一起 (塞爾維亞)
一起是塞尔维亚的一個已解散的綠色政黨，由比利亚娜·斯托伊科维奇、内博伊沙·泽列诺维奇與亚历山大·约万诺维奇「丘塔」（直至2023年9月6日）擔任聯席主席。
一起於2022年6月11日由一起為了塞爾維亞、生態起義與自由塞爾維亞大會（Skupština slobodne Srbije）合併而成，其中前兩者是在當年4月3日的大選中參與我們必須选举联盟的政黨。一起是2023年5月至11月的大型反政府示威的組織者。一起的聯席主席之一亚历山大·约万诺维奇「丘塔」於2023年9月因黨內分歧而與其他原生態起義黨員離黨。雖然一起參與的塞爾維亞反對暴力選舉聯盟在2023年的國民議會選舉取得65個國民議會席次，但一起自身並未取得任何席次，並因而淪為議會外政黨。一起於2024年12月27日併入民主黨。
一起是塞尔维亚前进党的反对党。一起是一個左翼政黨，並支持劳工权利、社會正義、环境保护與直接民主。一起支持塞爾維亞加入歐洲聯盟，亦支持因俄羅斯入侵烏克蘭而制裁俄羅斯。一起在其存續期間與欧洲绿党、其成員黨與準成員黨保持合作關係。

## 歷史

### 成立
我們必須是參與2022年4月3日的大選的選舉聯盟，由不要让贝尔格莱德沦陷、一起為了塞爾維亞與生態起義組成，並在大選中取得13個國民議會席次與13個贝尔格莱德市议会席次。一起為了塞爾維亞的領導人内博伊沙·泽列诺维奇與生態起義的領導人亚历山大·约万诺维奇「丘塔」在選舉後宣佈將與比利亚娜·斯托伊科维奇領導的自由塞爾維亞大會共同組建新政黨，三黨為此於6月1日簽署合作協議。
丘塔表示新政黨與不要让贝尔格莱德沦陷會繼續合作，但將在國民議會分別組成各自的議會黨團。泽列诺维奇宣佈新政黨將由3個聯席主席領導，而擔任贝尔格莱德市议会議員的黨員亦對新政黨的運作方式具備影響力。新政黨於當月11日舉行成立大會，新政黨的黨員與聯席主席亦在成立大會中宣佈新政黨的政治抱負與黨名「一起」。

### 活動
泽列诺维奇在一起成立後宣佈將於2022年6月啓動一項「綠色運動」（zelena kampanja），該運動最終於當月23日以「綠色浪潮」（zeleni talas）之名開展。一起又於一星期後組織會議，並邀請我們必須與團結為了塞爾維亞的勝利兩個選舉聯盟的前成員黨參與，其中團結為了塞爾維亞的勝利推舉的總統候選人兹德拉夫科·波诺什、自由與正義黨與自由公民運動均有參與會議，並在會議中討論到在國民議會內建立更緊密的聯繫。一起於同年7月支持诺维萨德的環境議題示威，並在示威因不明羣體手持警棍毆打示威者而演變為暴力事件後譴責暴力。
一起與民主黨、不要让贝尔格莱德沦陷、人民黨三黨共同推舉民主黨主席佐兰·卢托瓦茨擔任國民議會副主席，卢托瓦茨最終於2022年8月2日國民議會的首次會議上當選。一起位於诺维萨德的辦公室於同年9月遭不明人士破壞，而一起的黨員又於2023年4月在彼得罗瓦拉丁遭一羣蒙面男子襲擊。一起於2022年12月宣佈將於2023年2月27日至3月4日舉行初選確定在可能舉行的提前選舉中的名單參選人與贝尔格莱德市长候選人，並呼籲贝尔格莱德市议会提前改選。一起的初選共有7人參與，而國民議會議員焦尔杰·米凯蒂奇（Đorđe Miketić）最終成為一起的贝尔格莱德市长候選人。
一起與政治平台「團結」（Politička platforma „Solidarnost“）於2023年1月簽署協議，政治平台「團結」自此加入一起。一起亦於同年4月與由波诺什領導的塞爾維亞中間建立聯繫。一起於同年5月貝爾格萊德校園槍擊案與姆拉代诺瓦茨与斯梅代雷沃枪击案發生後組織並參與大型反政府示威。一起與民主黨、塞爾維亞中間於同年8月簽署合作協議。丘塔於同年9月因與米凯蒂奇、泽列诺维奇二人的分歧而與其他原生態起義黨員離黨。一起與其他在當年組織示威活動的政黨於同年10月共同組建塞爾維亞反對暴力選舉聯盟，塞爾維亞反對暴力選舉此後宣佈將參與同年12月17日舉行的國民議會、伏伊伏丁那自治省议会與贝尔格莱德市议会選舉。雖然塞爾維亞反對暴力在國民議會選舉中取得65個議席，但由於首個一起黨籍候選人位列塞爾維亞反對暴力名單的第70位，一起自身並未取得任何席次，並因而淪為議會外政黨。
塞爾維亞反對暴力在選舉後組織持續至2023年12月30日的反政府示威。雖然一起在選舉中取得贝尔格莱德市议会的議席，但該屆贝尔格莱德市议会由於出席其組成會議的議員不足法定人數而未能組成，贝尔格莱德市议会遂於2024年6月2日提前改選。一起基於舉行選舉的基本條件尚未達到而與塞爾維亞中間、自由與正義黨兩黨一同杯葛新選舉，使塞爾維亞反對暴力於2024年4月正式解散。一起在贝尔格莱德、诺维萨德、尼什與潘切沃的地方支部均因一起決定杯葛新選舉而脫離一起，其中诺维萨德的地方支部於同年6月轉投自由公民運動麾下，斯托伊科维奇亦於同月宣佈因有報導聲稱一起將會消亡而組建新的地方支部。
一起在斯尔詹·米利沃耶维奇就任民主黨主席後宣佈將併入民主黨，並於2024年12月27日正式併入民主黨。

## 意識形態與政綱
一起在其成立大會上定義自身為致力推廣左翼政治、勞工權利、社會正義、環境保護與直接民主的綠色左翼政黨。一起亦支持能源轉型。一起在成立時是塞尔维亚前进党在國民議會中的反對黨。
一起是一個綠色與地区主义政黨。美联社記者约瓦娜·盖茨（Jovana Gec）與自由欧洲电台／自由电台記者杜尚·科马尔切维奇（Dušan Komarčević）稱一起為左翼政黨。贝尔格莱德大学政治學院教授杜尚·斯帕索耶维奇（Dušan Spasojević）同樣將一起置於左右政治光譜中的左翼。一起支持在贝尔格莱德舉行的2022年欧洲骄傲节活動，斯托伊科维奇曾批評政府一度試圖取消該活動。一起支持禁止採锂的倡議。
一起支持2022年6月塞爾維亞快意工人的示威，工人在示威中佔領道路，並要求提高工资，而斯托伊科维奇在出席示威活動時指控政府不支持勞工權利。一起於同年7月支持克尔切丁居民要求當地政府提供水源的示威。一起於同年8月支持克拉古耶瓦茨農民的示威，並發起增加農業預算的倡議。
一起是一個反腐敗政黨，並曾稱「塞爾維亞需要羅馬尼亞檢察官劳拉·克韦希一般的『檢察官勇氣』」（je Srbiji potrebna "tužilaška hrabrost" poput rumunske tužiteljke Laure Koveši）。一起支持塞爾維亞加入歐洲聯盟。泽列诺维奇於2022年10月發佈聲明表示一起支持因俄羅斯入侵烏克蘭而制裁俄羅斯，但丘塔在泽列诺维奇發佈聲明後與聲明保持距離。泽列诺维奇亦表示「塞爾維亞需要與西方達成戰略協議」，並批評塞爾維亞政府的軍事中立政策。一起於2022年7月譴責在诺维萨德噴塗軍事符號「Z」塗鴉的行徑，並稱市政府應「向（俄羅斯入侵烏克蘭的）難民與受害者提供一切可用的機構物質援助」（treba da pruži svaku raspoloživu institucionalnu materijalnu pomoć izbeglicama i žrtvama）。
一起於2022年8月要求移除沙巴茨一所小學的後院的切特尼克壁畫，並於2023年4月表態支持禁止新法西斯主義組織利维坦运动運作。

## 組織
一起由比利亚娜·斯托伊科维奇、内博伊沙·泽列诺维奇與亚历山大·约万诺维奇「丘塔」（直至2023年9月6日）擔任聯席主席並共同領導。在一起淪為議會外政黨前，泽列诺维奇擔任一起在國民議會的議會黨團的主席，而丘塔則擔任副主席。一起在2024年贝尔格莱德市议会选举前擁有3個贝尔格莱德市议会議員，分別是德扬·阿塔纳茨科维奇（Dejan Atanacković）、米洛什·巴科维奇·亚季奇（Miloš Baković Jadžić）與米莉察·马鲁希奇·亚布拉诺维奇（Milica Marušić Jablanović）。一起的青年組織是青年一起（Zajedno mladi）。
一起的總部位於贝尔格莱德努希切瓦街6號。

### 國際合作
一起在正式建立前已有代表參與在里加舉行的歐洲綠黨代表大會。泽列诺维奇曾於2022年12月在哥本哈根舉行的歐洲綠黨代表大會上提議成立巴尔干綠黨。一起於2023年3月與綠色替代—克羅地亞可持續發展、聯合改革行動與馬其頓民主復興等綠黨建立合作關係，斯托伊科维奇於同月的联盟90/绿党代表大會上發表演講。一起又有代表參與同年6月在維也納舉行的歐洲綠黨代表大會。
政治平台「團結」於2023年1月加入一起前於2022年12月成為歐洲左翼黨的合作夥伴，此後政治平台「團結」又有代表參與同年6月的歐洲左翼黨集會。政治平台「團結」於2024年2月脫離一起。

### 聯席主席
| 聯席主席              | 聯席主席                    | 生卒年         | 就任          | 離任         | 參考資料     |
| --------------------- | --------------------------- | -------------- | ------------- | ------------ | ------------ |
|                       | 亚历山大·约万诺维奇「丘塔」 | 1966—          | 2022年6月11日 | 2023年9月6日 | [ 5 ] [ 23 ] |
| 比利亚娜·斯托伊科维奇 | 1972—                       | 2024年12月27日 | 2022年6月11日 | [ 5 ] [ 37 ] |              |
| 内博伊沙·泽列诺维奇   | 1975—                       | 2024年12月27日 | 2022年6月11日 | [ 5 ] [ 37 ] |              |

## 選舉結果

### 國民議會選舉
| 選舉年 | 領導人              | 得票    | 得票率 | 排名     | 席次    | 席次增減 | 選舉聯盟         | 結果         | 參考資料 |
| ------ | ------------------- | ------- | ------ | -------- | ------- | -------- | ---------------- | ------------ | -------- |
| 2023   | 内博伊沙·泽列诺维奇 | 902,450 | 24.32% | ▲ 第二名 | 0 / 250 | ▼ 5      | 塞爾維亞反對暴力 | 議會外反對黨 | [ 72 ]   |

### 伏伊伏丁那自治省议会选举
| 選舉年 | 領導人              | 得票    | 得票率 | 排名     | 席次    | 席次增減 | 選舉聯盟         | 結果   | 參考資料 |
| ------ | ------------------- | ------- | ------ | -------- | ------- | -------- | ---------------- | ------ | -------- |
| 2023   | 内博伊沙·泽列诺维奇 | 466,035 | 22.55% | ▲ 第二名 | 2 / 250 | ▲ 2      | 塞爾維亞反對暴力 | 反對黨 | [ 73 ]   |

### 贝尔格莱德市议会选举
| 選舉年 | 領導人               | 得票     | 得票率   | 排名     | 席次    | 席次增減 | 選舉聯盟         | 結果         | 參考資料 |
| ------ | -------------------- | -------- | -------- | -------- | ------- | -------- | ---------------- | ------------ | -------- |
| 2023   | 焦尔杰·米凯蒂奇 （Đorđe Miketić） | 352,429  | 35.39%   | ▲ 第二名 | 2 / 250 | ▲ 2      | 塞爾維亞反對暴力 | 提前選舉     | [ 74 ]   |
| 2024   | 内博伊沙·泽列诺维奇  | 杯葛選舉 | 杯葛選舉 | 杯葛選舉 | 0 / 250 | ▼ 2      | 不適用           | 議會外反對黨 | 不適用   |

## 外部連結
- 官方網站